# Mauro Checcoli
Mauro Checcoli (Bologna 1 maart 1943) is een voormalig Italiaans ruiter. Hij nam als ruiter deel aan eventing. Tijdens zijn olympische debuut won Checcoli zowel individueel als in de landenwedstrijd de gouden medaille. Nadien nam Checcoli nog tweemaal deel aan de Olympische Zomerspelen.

## Resultaten
- Olympische Zomerspelen 1964 in Tokio  individueel eventing met Surbean
- Olympische Zomerspelen 1964 in Tokio  landenwedstrijd eventing met Surbean
- Olympische Zomerspelen 1968 in Mexico-Stad uitgevallen individueel eventing met Surbean
- Olympische Zomerspelen 1968 in Mexico-Stad uitgevallen landenwedstrijd eventing met Surbean
- Olympische Zomerspelen 1984 in Los Angeles 8e individueel eventing met Spey Cast Boy
- Olympische Zomerspelen 1984 in Los Angeles 7e landenwedstrijd eventing met Spey Cast Boy

1912: Axel Nordlander ·
1920: Helmer Mörner ·
1924: Dolf van der Voort van Zijp ·
1928: Charles Pahud de Mortanges ·
1932: Charles Pahud de Mortanges ·
1936: Ludwig Stubbendorf ·
1948: Bernard Chevallier ·
1952: Hans von Blixen-Finecke jr. ·
1956: Petrus Kastenman ·
1960: Lawrence Morgan ·
1964: Mauro Checcoli ·
1968: Jean-Jacques Guyon ·
1972: Richard Meade ·
1976: Edmund Coffin ·
1980: Euro Federico Roman ·
1984: Mark Todd ·
1988: Mark Todd ·
1992: Matt Ryan ·
1996: Blyth Tait ·
2000: David O'Connor ·
2004: Leslie Law ·
2008: Hinrich Romeike ·
2012: Michael Jung ·
2016: Michael Jung ·
2020: Julia Krajewski ·
2024: Michael Jung
1912: Nordlander, Adlercreutz, Casparsson,  Horn af Åminne ·
1920: Mörner, Lundström, von Braun,  Dyrsch ·
1924: Van der Voort van Zijp, Pahud de Mortanges, De Kruijff,  Colenbrander ·
1928: Pahud de Mortanges, De Kruijff, Van der Voort van Zijp ·
1932: Thomson, Chamberlin, Argo ·
1936: Stubbendorf, Lippert, von Wangenheim ·
1948: Henry, Anderson, Thomson ·
1952: von Blixen-Finecke, Stahre, Frölén ·
1956: Weldon, Rook, Hill ·
1960: Morgan, Lavis, Roycroft ·
1964: Checcoli, Angioni, Ravano ·
1968: Allhusen, Meade, Jones ·
1972: Meade, Gordon-Watson, Parker, Phillips ·
1976: Coffin, Plumb, Davidson, Tauskey ·
1980: Blinov, Salnikov, Volkov, Rogosjin ·
1984: Plumb, Stives, Fleischmann, Davidson ·
1988: Erhorn, Baumann, Kaspareit, Ehrenbrink ·
1992: Green, Rolton, Hoy, Ryan ·
1996: Schaeffer, Rolton, Hoy, Dutton ·
2000: Dutton, Hoy, Tinney, Ryan ·
2004: Boiteau, Lyard, Courrèges, Teulère, Touzaint ·
2008: Thomsen, Ostholt, Dibowski, Klimke, Romeike ·
2012: Auffarth, Jung, Klimke, Schrade, Thomsen ·
2016: Laghouag, Lemoine, Nicolas, Vallette ·
2020: Collett, McEwen, Townend ·
2024: Canter, Collett, McEwen